# 퀸카로 살아남는 법 2
《퀸카로 살아남는 법 2》(영어: Mean Girls 2)는 2011년 공개된 미국의 청춘 코미디 텔레비전 영화이다. 《퀸카로 살아남는 법》(2004)의 속편이다.

## 출연
- 메건 마틴
- 마이아라 월시
- 제니퍼 스톤
- 니콜 게일 앤더슨
- 클레어 홀트
- 디에고 보네타
- 린든 애슈비
- 로다 그리피스
- 마이크 프니우스키
- 패트릭 존슨
- 콜린 더나드
- 팀 메도스